# Portugal op het Eurovisiesongfestival 2005
Portugal nam deel aan het Eurovisiesongfestival 2005 in Kiev, Oekraïne. Het was de 40ste deelname van het land op het Eurovisiesongfestival. De RTP was verantwoordelijk voor de Portugese bijdrage voor de editie van 2005.

## Selectieprocedure
In tegenstelling tot de voorbije jaren werd ook dit jaar de kandidaat gekozen via een interne selectie.

## In Kiev
In Oekraïne moest Portugal optreden als derde in de halve finale, na Litouwen en voor Moldavië.
Na de puntentelling bleek dat Portugal als zeventiende was geëindigd met een totaal van 51 punten, wat niet genoeg was voor de finale.
Men ontving 3 keer het maximum van de punten.
Nederland en België hadden respectievelijk 0 en 10 punten over voor deze inzending.

### Gekregen punten

#### Halve Finale
| 12 punten                             | 10 punten | 8 punten | 7 punten | 6 punten |
| ------------------------------------- | --------- | -------- | -------- | -------- |
| - Duitsland - Frankrijk - Zwitserland | - België  |          |          |          |
| 5 punten                              | 4 punten  | 3 punten | 2 punten | 1 punt   |
| - Spanje                              |           |          |          |          |

### Punten gegeven door Portugal

#### Halve Finale
Punten gegeven in de halve finale:
| 12 punten | België      |
| 10 punten | Roemenië    |
| 8 punten  | Moldavië    |
| 7 punten  | Hongarije   |
| 6 punten  | Israël      |
| 5 punten  | Denemarken  |
| 4 punten  | Letland     |
| 3 punten  | Kroatië     |
| 2 punten  | Zwitserland |
| 1 punt    | Noorwegen   |

#### Finale
Punten gegeven in de finale:
| 12 punten | Roemenië    |
| 10 punten | Moldavië    |
| 8 punten  | Spanje      |
| 7 punten  | Oekraïne    |
| 6 punten  | Letland     |
| 5 punten  | Israël      |
| 4 punten  | Zwitserland |
| 3 punten  | Griekenland |
| 2 punten  | Hongarije   |
| 1 punt    | Denemarken  |

1964 · 1965 · 1966 · 1967 · 1968 · 1969 · 1970 · 1971 · 1972 · 1973 · 1974 · 1975 · 1976 · 1977 · 1978 · 1979 · 1980 · 1981 · 1982 · 1983 · 1984 · 1985 · 1986 · 1987 · 1988 · 1989 · 1990 · 1991 · 1992 · 1993 · 1994 · 1995 · 1996 · 1997 · 1998 · 1999 · 2000 · 2001 · 2002 · 2003 · 2004 · 2005 · 2006 · 2007 · 2008 · 2009 · 2010 · 2011 · 2012 · 2013 · 2014 · 2015 · 2016 · 2017 · 2018 · 2019 · 2020 · 2021 · 2022 · 2023 · 2024 · 2025